# 貢薩萊斯鎮
貢薩萊斯鎮（西班牙語：Villa González），是多明尼加共和國的城鎮，位於該國西北部，由聖地牙哥省負責管轄，面積101.50平方公里，2012年人口72,365，人口密度每平方公里710人。